# Sparbarus kabyliensis
Sparbarus kabyliensis är en dagsländeart som först beskrevs av Tomáš Soldán 1986.  Sparbarus kabyliensis ingår i släktet Sparbarus och familjen slamdagsländor. Inga underarter finns listade i Catalogue of Life.